# リオ40度
『リオ40度』（ポルトガル語：Rio, 40 graus）は、ネルソン・ペレイラ・ドス・サントス監督・脚本による1955年のブラジル映画である。ブラジルの現実を示し、審美的かつ文化的なムーヴメントである「シネマ・ノーヴォ」をインスパイアした作品として知られる。本作は、大きな虚構であるとした軍に非難された。当時の検閲によると「リオの平均気温は39.6度を超えることはない」とのことである。

## あらすじ
リオデジャネイロの人々についてのセミドキュメンタリーである。ファヴェーラに住む5人の少年の人生における一日に密着し、火傷するほど熱い太陽の日曜日に、コパカバーナ（Copacabana, Rio de Janeiro）のケーブルカーおよびサッカーゲームで、彼らはピーナッツを売る。

## キャスト
- ロベルト・バタリン Roberto Bataglin　（ペドロ）
- グラウセ・ホシャ Glauce Rocha　（ローザ）
- ジェゼ・バラダン Jece Valadão　（ミロ）
- アナ・ベアトリス　（マリア・エレナ）
- モデスト・ド・スーザ　（地主）
- クラウディア・モレナ　（アリス）
- マウロ・メンドンサ Mauro Mendonça　（イタリア人旅行者）